# 135W52
135W52, früher Flatotel, ist ein Wolkenkratzer in Manhattan in New York City, Vereinigte Staaten. Der Wohnturm beherbergt 109 luxuriöse Eigentumswohnungen.

## Beschreibung
Das Hochhaus befindet sich in Midtown Manhattan an der Nordseite der West 52nd Street zwischen der Sixth Avenue und Seventh Avenue. Die Fußgängerpassage 6½ Avenue durchquert den Gebäudesockel von der West 52nd zur West 53rd Street. Westlicher Nachbar ist das 4-Sterne-Hotel Sheraton New York Times Square Hotel.
135W52 entstand 2015 durch einen kompletten Umbau des Hotels Flatotel. Das Gebäude wurde einst im Auftrag von Progress Properties von Rafael Viñoly entworfen und 1985 erbaut. Geplant war ein gemischter Turm mit Gewerbe auf den unteren sieben Etagen und 178 Eigentumswohnungen darüber. Dieser Plan kam nicht zu Stande und der Wolkenkratzer wurde nach sechs Jahren Leerstand von Euro-American Lodging erworben, zu der Flatotel gehörte. Von 1990 bis 1992 erfuhr das Gebäude eine Renovierung und wurde zum Flatotel mit 288 Zimmern umgebaut. Zunächst von der Alexico Group erworben, gelangte es 2010 in den Besitz einer Investorengruppe, die das Hotel 2013 für 180 Millionen US-Dollar an die Chetrit Group verkaufte. Die Chetrit Group veranlasste den bis 2015 erfolgten Umbau zu einem Wohngebäude mit zwei Gewerbeeinheiten. Hierbei erhielt das Bauwerk unter anderem eine komplette neue Fassade und einen neu gestalteten Eingangsbereich. Die neue Lobby für den Wohnbereich erhielt 2017 den Innovationspreis NYCxDESIGN Awards.
Das Gebäude hat einen siebenstöckigen Sockel mit einem dreistöckigen verglasten Eingangsbereich, der in eine 10 Meter hohe Lobby führt. Über dem Sockel verjüngt sich der Baukörper mit fünf Rücksprüngen bis zur Gebäudekrone. Auf allen Rücksprüngen sind private Terrassen angelegt. Der Turm hat eine Glasfassade, die mittig durch eine 129 Meter hohe vertikale vom Designer Thierry Dreyfus entworfene LED-Lichtinstallation geteilt wird.
135W52 beherbergt 109 luxuriöse Eigentumswohnungen, darunter befinden sich fünf Penthouses. Seinen Bewohnern bietet der Wolkenkratzer einen Innenpool, ein Fitnesscenter, Wellnesseinrichtungen mit Sauna, Golfsimulator, einen privaten Vorführraum, Kinderspielzimmer, eine möblierte Außenterrasse, einen 24-Stunden-Portier und Concierge-Service. Im Sockel sind zwei Gewerbeeinheiten mit einem eigenen Eingang und im Erdgeschoss ein Restaurant untergebracht.